# Ernst Scheffler
Ernst Fritz Scheffler (* 18. November 1891 in Bermsgrün; † 9. Mai 1954 in Aue) war ein deutscher Politiker (KPD/SED). Er war von 1927 bis 1930 Abgeordneter der KPD im Sächsischen Landtag. Ab 1945 war Scheffler als leitender Kommunalpolitiker tätig.

## Leben
Ernst Scheffler wurde am 18. November 1891 als Sohn eines Eisenbahnschaffners in Bermsgrün im sächsischen Erzgebirge geboren. Nach der Volksschule absolvierte er eine Klempnerlehre. 1911 wurde Scheffler Mitglied der SPD. Im Ersten Weltkrieg kämpfte er von Beginn an als Gefreiter an der Westfront und wurde dabei 1916 verwundet. Diese Verwundung zog seine Entlassung aus dem Kriegsdienst nach sich. Scheffler kehrte in seine Heimat zurück und fand 1917 eine Anstellung in einem Schwarzenberger Rüstungsbetrieb. Er baute in dieser Zeit Kontakte zur Spartakusgruppe auf und gründete 1918 den Schwarzenberger Ortsverband der USPD. Im Januar 1919 wurde Scheffler Mitglied der neu gegründeten KPD. Zwischen 1919 und 1921 arbeitete er wieder in seinem alten Beruf als Klempner, bis er wegen Beihilfe zum Hochverrat zu 16 Monaten Zuchthaus verurteilt wurde. Aufgrund einer Amnestie verbüßte er davon jedoch nur neun Monate im Zuchthaus Bautzen. Nach der Entlassung zunächst arbeitslos, wurde Scheffler 1923 hauptamtlicher Unterbezirksleiter der KPD in Schwarzenberg. Im Herbst 1923 beteiligte er sich aktiv an Aufstandsvorbereitungen und wurde dafür 1924 wieder für drei Monate inhaftiert. Scheffler wurde in der Folgezeit in die KPD-Bezirksleitung Sachsen gewählt und rückte 1927 als Abgeordneter in den Sächsischen Landtag nach, wo er mit einer kurzen Unterbrechung bis 1933 ein Mandat innehatte. Nach dem Verbot der KPD 1933 wurde Scheffler Orgleiter der KPD in Leipzig. Am 20. November 1933 wurde er verhaftet und im Juli 1934 vor dem Oberlandesgericht Dresden zu drei Jahren Zuchthaus verurteilt. Scheffler wurde jedoch erst am 19. April 1939 wieder entlassen. Danach arbeitete er wieder als Klempner in Schwarzenberg. Im Rahmen der Aktion Gitter wurde er im Juli 1944 erneut verhaftet und ins KZ Sachsenhausen gebracht. Auf einem der Todesmärsche wurde Scheffler im April 1945 in Mecklenburg befreit. Scheffler kehrte in seine alte Heimat zurück und wurde Landrat des Kreises Schwarzenberg und danach Vorsitzender des Rates des Kreises Aue.

## Ehrungen
In der DDR waren mehrere Institutionen nach Ernst Scheffler benannt, so die Betriebsberufsschule in Schwarzenberg/Erzgeb., das Kreiskrankenhaus in Aue, die Jugendherberge in Rittersgrün und die LPG in Lößnitz. Sämtliche Benennungen wurden nach 1990 rückgängig gemacht.